# Victoria (Manitoba)
Victoria es un municipio rural canadiense situado en la provincia de Manitoba.

## Superficie
Victoria tiene una superficie de 703,54 km².

## Demografía
En 2021, tenía 1188 habitantes, una densidad poblacional de 1,7 hab./km², y 518 viviendas.